# Извориште
Извориште (болг. Изворище) — село в Бургасской области Болгарии. Входит в состав общины Бургас. Находится примерно в 19 км к северу от центра города Бургас. По данным переписи населения 2011 года, в селе  проживало 389 человек.

## Население
| Год     | 1934 | 1946 | 1956 | 1965 | 1975 | 1985 | 1992 | 2001 | 2011 |
| ------- | ---- | ---- | ---- | ---- | ---- | ---- | ---- | ---- | ---- |
| Жителей | 540  | 613  | 493  | 277  | 279  | 278  | 272  | 349  | 389  |

| Национальность | Человек | Процент |
| -------------- | ------- | ------- |
| болгары        | 66      | 17,23%  |
| турки          | 312     | 81,46%  |
| цыгане         | 3       | 0,78%   |
| Всего ответов  | 383     |         |

|  |